# Maison Adolph
La maison Adolph est un monument historique situé à Colmar, dans le département français du Haut-Rhin.

## Localisation
Ce bâtiment est situé au 16, place de la Cathédrale à Colmar, anciennement 4, place des Armes.

## Historique
Longtemps présentée comme la plus ancienne maison de Colmar, ce qui semble informé par des récentes analyses dendrochronologiques sur d'autres bâtiments colmariens, la maison Adolph paraît remonter à la seconde moitié du XIVe siècle, bâtie probablement en 1350 (elle est citée dès 1371).
Le puits situé au pied de la maison et surmonté d'une potence avec deux têtes de lion est daté de 1592, il était initialement installé rue Mercière (actuellement rue des Marchands).
L'édifice a subi des modifications au cours des XVIe, XVIIe et XIXe siècle.
Elle tire son nom du propriétaire qui en fit dégager les fenêtres gothiques au milieu du XIXe siècle,.
Les façades et toitures de la maison font l'objet d'une inscription au titre des monuments historiques depuis le 13 juin 1929.

## Architecture
Les fenêtres sont de type gothique en arc brisé du XIVe siècle rappellent les baies de la cathédrale située juste en face.
Le pignon à pan de bois date du XVIe siècle.
Au premier étage de la façade se trouvent quatre baies surmontées d'ogives à doubles lancettes et au deuxième étage, une arcade à triple lancette dont l'ogive est ajourée par des rosaces.
Le troisième étage et le pignon sont le résultat d'une campagne de travaux postérieurs.